# Naturschutzbiologie
Die Naturschutzbiologie ist ein multidisziplinär angelegtes Wissenschaftsgebiet, das sich mit der Analyse der weltweit vorhandenen biologischen Vielfalt sowie deren Rückgang, Gefährdung und der Erarbeitung sinnvoller Erhaltungs- und Schutzmaßnahmen befasst. Den Hauptanteil der wissenschaftlichen Disziplinen bildet die Biologie, aber auch Elemente anderer Bereiche, beispielsweise der Wirtschafts- und Sozialwissenschaften, machen wesentliche Bestandteile aus. Die Entstehung der Naturschutzbiologie gründet hauptsächlich auf das in den letzten Jahren stark angestiegene wissenschaftliche, staatliche und öffentliche Interesse an der Thematik der Nachhaltigkeit. Unter diesem Aspekt soll sowohl die Erfüllung menschlicher Bedürfnisse gewährleistet als auch die Zerstörung oder irreversible Veränderung der Natur verhindert werden.
In der Naturschutzbiologie müssen auch ökonomische Bewertungen der Natur vorgenommen, jahrhundertealte Kulturen und deren Einfluss berücksichtigt und weitere Vorkehrungen getroffen werden, damit letztlich ein Erfolg erzielt wird. Hierzu werden Elemente aus Geschichte, Philosophie, Wirtschaftswissenschaften, Anthropologie und Politik hinzugezogen.
Der Begriff Naturschutzbiologie ist die wörtliche Übersetzung, der im angelsächsischen Raum als Wissenschaftsdisziplin eingeführten conservation biology.

## Geschichte
Die ersten wissenschaftlichen Ansätze für Naturschutz wurden von Europäischen Forstwissenschaftlern im 18. und 19. Jahrhundert aufgenommen. Wasserverschmutzung und forstlicher Raubbau in den Kolonien der europäischen Großmächte führten zu ersten Umweltgesetzen. Später wurde in Europa das Artensterben durch menschliche Einflüsse erkannt und es entstand ein größeres öffentliches Bewusstsein. Erste Schutzgebiete wurden eingerichtet. In den USA trugen Henry David Thoreau und John Muir wesentlich zum Naturschutzgedanken und zur Naturschutzbiologie bei.
Der amerikanische Biologe Michael E. Soule veröffentlichte 1985 als Reaktion auf die „Biological Diversity Crisis“ einen Artikel mit dem Titel What is Conservation Biology? A new synthetic discipline addresses the dynamics and problems of perturbed species, communities, and ecosystems. Er gilt als Vordenker der Naturschutzbiologie als sogenannte „Krisenwissenschaft“ und wählte einen deutlich transdisziplinären Ansatz. Primack veröffentlichte rund zehn Jahre später das Standardwerk Conservation Biology.

## Konzepte und Ansätze
Bei Naturschutzkonzepten können zwei grundlegende Ansätze klassifiziert werden: Eine Art kann entweder in situ, also in ihrem natürlichen Lebensraum oder ex situ, außerhalb des natürlichen Lebensraums geschützt werden. In-situ-Erhaltung beinhaltet den Schutz des Lebensraums der Art selbst. Für diesen Ansatz können eine Reihe von Maßnahmen vorgeschlagen werden, von allgemeinem Umweltschutz (Vermeidung von Müll, toxischen Verunreinigungen etc.) bis zur gezielten Jagd von Prädatoren, durch die das Schutzziel gefährdet wird.
Ex-situ-Ansätze werden meist dann verfolgt, bei großräumiger Vernichtung der Lebensräume einer Art oder trade-offs innerhalb von Naturschutzzielen. Hier spielen Zoos als „last resorts“ eine wichtige Rolle.
Konzeptionell ergänzen sich beide Ansätze.

## Begründung
Die Begründung für die Notwendigkeit einer Naturschutzbiologie ist eng verwoben mit den Begründungen für Naturschutz selbst. Primack sieht den Naturschutz als Ausdruck philosophischer und religiöser Wertsysteme und weist auf die starken Wechselwirkungen von physischen und spirituellen Verbindungen der Menschen mit der Natur in vielen Religionen hin.
Der Naturschutzbiologie liegen bestimmte Annahmen zugrunde, die nicht von allen wissenschaftlich Arbeitenden akzeptiert werden, doch über die eine gewisse Einigkeit besteht. Dazu gehören die Ideen, dass Biodiversität grundsätzlich positiv ist und das vorzeitige Aussterben von Arten und Populationen grundsätzlich negativ ist. Die Evolution wird als etwas Positives wahrgenommen. Biodiversität hat nach Auffassung der meisten Naturschutzbiologen einen Eigenwert (einen „Wert an sich“, auch: intrinsischer Wert).

## Wichtige Personen der Naturschutzbiologie
Wichtige Personen für die Entwicklung der Naturschutzbiologie und derzeit aktive Naturschutzbiologen sind:
- Raymond Dasmann (* 1919; † 5. November 2002) schrieb bereits Ende der 1950er Jahre erste Naturschutzbiologische Bücher und entwickelte das Biosphärenprogramm der UNESCO.
- Paul R. Ehrlich (* 29. Mai 1932) ist Professor für Biologie an der Stanford-Universität für Ökologie. Er ist renommierter Entomologe mit dem Spezialgebiet Schmetterlinge. Er ist ebenso bekannt als Forscher und Autor im Themenbereich Überbevölkerung und der Naturschutzbiologie.
- Michael E. Soulé (* 28. Mai 1936; † 17. Juni 2020) war ein US-amerikanischer Biologe und einer der renommiertesten Vertreter der Idee der Naturschutzbiologie.
- Richard B. Primack (* 1950) ist ein US-amerikanischer Biologe, lehrt und forscht an der Boston University und trug durch sein Buch Essentials of Conservation Biology maßgeblich zur internationalen Verbreitung der Disziplin bei.

## Einrichtungen
In Deutschland befassen sich eine Reihe von Instituten in und außerhalb der Universitäten mit Aspekten der Naturschutzbiologie. Staatliche Stellen, Nationalparks und nichtstaatliche Naturschutzorganisationen arbeiten ebenfalls auf naturschutzbiologischen Grundlagen.

### Verbände
- Society for Conservation Biology – größte und älteste naturschutzbiologische Gesellschaft

### Wissenschaftliche Einrichtungen
- Senckenberg Gesellschaft für Naturforschung
- Naturkundemuseum Berlin
- Museum König

### Abteilungen an Universitäten und Hochschulen
- Department für Naturschutzbiologie, Vegetationskunde und Landschaftsökologie der Universität Wien[1]
- Fachbereich Landschaftsnutzung und Naturschutz der Hochschule für nachhaltige Entwicklung Eberswalde[2]